# Gunny Widell
Gunny Sonja Kristina Widell Sjölund, tidigare Gunhild Sonja Kristina Widell, född Stridh den 15 februari 1929 i Härnösands församling i Västernorrlands län, död den 18 maj 2014  i Adolf Fredriks församling i Stockholm, var en svensk journalist och chefredaktör. 

## Karriär
Efter studentexamen 1945 var Gunny Widell journalistvolontär och medarbetare i Västernorrlands Allehanda åren 1946–1947. År 1960 började hon arbeta vid Åhlén & Åkerlunds förlag och förblev där under hela sin karriär som framgångsrik chefredaktör för olika veckotidningar. Widell var chefredaktör för Min värld 1966, för Husmodern 1967–1971 och för Damernas Värld 1972–1975. År 1976 blev hon utvecklingschef vid förlaget och under år 1979 var hon chefredaktör för Vecko-Journalen. På 1980-talet var hon bland annat chefredaktör för Vecko-Revyn och Året Runt.
År 1981 fick Widell Stora Journalistpriset för att hon "med säker känsla för materialet framgångsrikt förnyat en underhållningstidning för en ung publik".

## Familj
Gunny Widell föddes som dotter till köpmannen Bror Henning Strid (1890–1930) och hans hustru Hilda Johanna "Hilde" Widell (1898–1990), senare Olsson. Hon var 1948–1973 gift med sin kusin hovmästaren Hugo Widell (1922–1979) och från 1975 med Sven Sjölund (född 1927). Hon var farmor till Hannah Widell och Amanda Schulman. Gunny Widell är gravsatt i minneslunden på Katarina kyrkogård i Stockholm.